# Élie Rajaonarison
Œuvres principales
Tana Cergy (Théâtre 1998), Ranitra (1999), Tangerina vazon-gaoña (2001)
Élie Rajaonarison (15 Novembre 1951 - 27 Novembre 2010) est un poète, professeur d'université et haut-fonctionnaire malgache. Reconnu comme le porte-drapeau de la poésie malgache moderne, ses anthologies sur la poésie lui ont valu une célébrité internationale et ont été traduites en français et en anglais. Il a également contribué au développement des arts de la scène à Madagascar.

## Biographie
Élie Rajaonarison est natif d'Ambatondrazaka, une ville située dans les hautes-terres centrales de Madagascar. De son mariage avec Mamisoa Ramananarivo, sont nées à trois filles.
Poète prolifique et défenseur de la culture traditionnelle et des arts malgaches, il a fondé, en 1989, l'association de poésie malgache Faribolana Sandratra, afin de promouvoir le développement de la poésie chez les jeunes Malgaches. Il a inspiré une nouvelle génération de poètes et d'artistes malgaches grâce à son charisme et aux présentations publiques très suivies de ses œuvres, qui avaient lieu régulièrement au Centre Germano-Malgache (CGM) à Antananarivo. Le chanteur provocateur de folk-fusion Samoëla a fait référence à Élie Rajaonarison dans une chanson intitulée "Soly" sur son premier album, Mampirevy (1997), conseillant à ceux qui ont le cœur troublé de trouver du réconfort dans sa poésie ("Omeko anao ny tononkalon'i Elie Rajaonarison..."). Élie Rajaonarison a également traduit plusieurs poèmes de Jacques Prévert en Malgache.
Élie Rajaonarison a été actif dans la préservation et le développement du large éventail d'arts de la scène de Madagascar. Il a créé un spectacle mixant théâtre et danse hip-hop en partenariat avec le Centre Culturel Français appelé Tana-Cergy. Ce spectacle a été joué par une troupe d'acteurs et de danseurs malgaches et français et a donné lieu une tournée en France, en 1998, qui a bénéficié d'une couverture médiatique dans des quotidiens nationaux et régionaux français,,. Dans le but de familiariser ses compatriotes avec le monde du théâtre, il a traduit des œuvres du dramaturge français Bernard-Marie Koltès  en Malgache. Il a écrit et réalisé plusieurs films et a fondé avec d'autres artistes concernés l'ICOMOS (Conseil international des monuments et des sites) pour la protection du patrimoine de Madagascar, dont il était l'un des défenseurs.
Élie Rajaonarison a été secrétaire général du ministre de la Culture dans les années 1990, sous la présidence d'Albert Zafy, et était auparavant membre du parti politique AVI de Norbert Ratsirahonana. Enseignant à l'Université d'Ankatso à Antananarivo, pendant plus de 25 ans, il a été promu en milieu de carrière à la tête du département de sociologie. Ses cours et ses recherches portaient sur la culture, l'histoire, les arts et la vision du monde malgache. Il était apprécié pour ses fortes convictions, sa passion pour son île natale et sa personnalité chaleureuse.
Le 27 novembre 2010, Élie Rajaonarison est mort d'une intoxication alimentaire à l'âge de 59 ans. Il a reçu les honneurs de l'État français et sa mort a été largement pleurée à Madagascar.

## Œuvres et publications

### Poésie
- Élie Rajaonarison : Ranitra, Éd. Grand Océan, Saint Denis (La Réunion), 256 p.  (ISBN 2-912862-13-2)
- Norbert Eugène Rakotomahafaly, Élie Rajaonarison : Tangerina vazon-goana, Tsipika éditeur, Antananrivo, 2001, 43 p.[11]

### Sciences Humaines
- Ludvig Munthe, Élie Rajaonarison, Désiré Ranaivosoa, Le Catéchisme malgache de 1657 : essai de présentation du premier livre en langue malgache : approche théologique, historique, linguistique et conceptuelle, Egede Institutet, imprimerie luthérienne, Antananrivo, 1987, 282 p.[12]
- Hemerson Andrianetrazafy, Élie Rajaonarison (photographe) : La Peinture malgache des origines à 1940, DL, Antananarivo, 1991, 130 p.[13]
- Descamps Bernard, Men Pierrot, Rajaonarison Élie : Gens de Tana, Centre culturel Albert Camus, Antananrivo, 1994, 63 p.[14]
- Agnès Joignerez, Élie Rajaonarison : Voyage en Terre malgache, le cœur de l’Imerina, Phyto-Logic / Aquaterre, Antananarivo, 2003, 113 p.[15]

## Sources et références
- (en) Cet article est partiellement ou en totalité issu de l’article de Wikipédia en anglais intitulé « Elie Rajaonarison » (voir la liste des auteurs).

1. ↑  « Elie Rajaonarison nous a quittés ce samedi 27 novembre 2010 », sur web.archive.org, 30 novembre 2010 (consulté le 26 septembre 2022)
2. ↑  Julian Rakotoarivelo, « Littérature : « Faribolana Sandratra » célèbre ses 30 ans », sur Midi Madagasikara, 3 janvier 2019 (consulté le 25 septembre 2022)
3. ↑  « Madagascar Matin » Faribolana Sandratra – « Mitsena masoandro » ou l’espoir des poètes » (consulté le 25 septembre 2022)
4. ↑  « Elie RAJAONARISON | International Writing Program », sur web.archive.org, 17 avril 2012 (consulté le 26 septembre 2022)
5. ↑  « Scène nationale : Tana-Cergy « le hip hop en scène » », sur Le Telegramme, 13 octobre 1998 (consulté le 26 septembre 2022)
6. ↑  Marie-Christine Vernay, « DANSE. Une rencontre hip-hop tendre entre les Malgaches The Specialists et le groupe Trafic de Styles, de Cergy. Rendez-vous à la palissade. Tana/Cergy. Conception et réalisation d'Elie Rajaonarison et Vincent Colin, par The Specialists et Trafic de Styles. Théâtre des Arts, place des Arts, Cergy-Pontoise. Tél.: 01 34 20 14 14. Jusqu'au 5 juin à 20 h 30. », sur Libération (consulté le 26 septembre 2022)
7. ↑  « Deux hémisphères sur une même scène », Le Monde.fr,‎ 3 juin 1998 (lire en ligne, consulté le 26 septembre 2022)
8. ↑  « allAfrica.com: Madagascar: Disparition d'Elie Rajaonarison - Un g�ant de la litt�rature malgache s'en est all� », sur web.archive.org,‎ 5 décembre 2010 (consulté le 26 septembre 2022)
9. ↑  « Madagascar: le patrimoine méconnu de l'Imerina en péril », sur RFI, 15 février 2020 (consulté le 26 septembre 2022)
10. ↑  « Disparition d'Elie RAJAONARISON, lettre de condoléances de Jean-Marc CHATAIGNER, Ambassadeur de France (30.11.10) - La France à Madagascar », sur web.archive.org, 23 janvier 2013 (consulté le 26 septembre 2022)
11. ↑  OpenLibrary.org, « Tangerina vazon-gaoña (2001 edition) | Open Library », sur Open Library (consulté le 26 septembre 2022)
12. ↑  Jacques Faublée, « Munthe (Ludvig), Rajaonarison (Élie), Ranaivosoa (Désiré) éd. : Le catéchisme de 1657. Essai de présentation du premier livre en langue malgache. Approche historique, linguistique et conceptuelle », Outre-Mers. Revue d'histoire, vol. 77, no 287,‎ 1990, p. 285–285 (lire en ligne, consulté le 26 septembre 2022)
13. ↑  Hemerson Andrianetrazafy et Élie Rajaonarison, La peinture malgache des origines à 1940, Foi et justice, 1991 (lire en ligne)
14. ↑  « Gens de Tana in SearchWorks articles », sur searchworks-lb.stanford.edu (consulté le 26 septembre 2022)
15. ↑  « Voyage en Terre Malgache: Le C�ur de l'Imerina - Madagascar Library », sur www.madagascar-library.com (consulté le 26 septembre 2022)